# Erhard Lauterbach

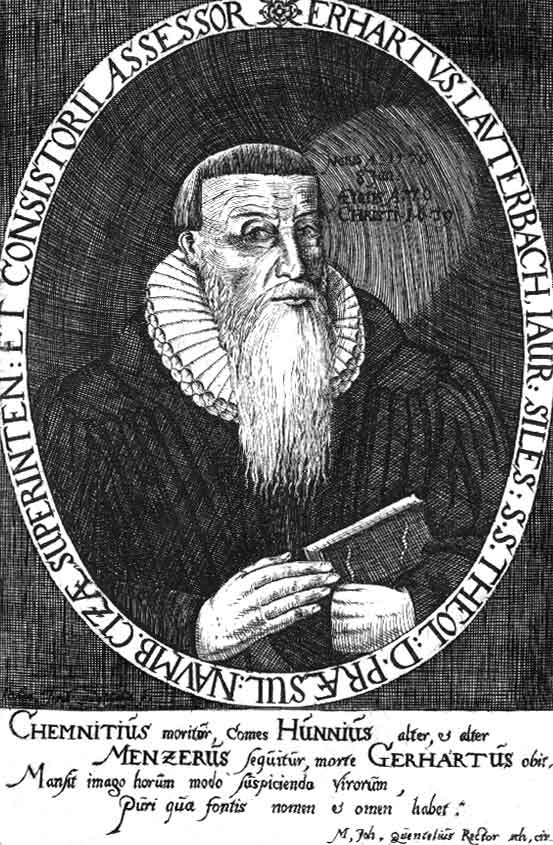
Erhard Lauterbach

Erhard Lauterbach (* 8. Januar 1570 in Jauer; † 16. Dezember 1649 in Zeitz) war ein deutscher evangelisch-lutherischer Theologe und Pfarrer.

## Leben
Lauterbach wurde als Sohn des Pfarrers Johann Lauterbach († 1574) und dessen Frau Dorothea Reimann († 1580) geboren. Nach erster schulischer Ausbildung in seinem Geburtsort, besuchte er das Maria-Magdalenen-Gymnasium und das Elisabeth-Gymnasium in Breslau. Von 1591 bis 1594 studierte er Theologie an der Universität Leipzig. Hier erwarb er sich am 2. Oktober 1591 das Baccalaurat und am 14. Januar 1594 den Magistergrad der Philosophie. 1598 wurde er Konrektor der Thomasschule zu Leipzig. 1601 war er Dekan der Philosophischen Fakultät in Leipzig. Am 10. Mai 1602 wurde er Pfarrer der evangelischen Kirche St. Michael in Zeitz und 1603 Superintendent des Naumburger Stifts in Zeitz. Nachdem er sich am 3. Oktober 1605 an der Leipziger Hochschule das Lizentiat der Theologie erworben hatte, promovierte er daselbst am 23. Oktober 1606 zum Dr. theol. Er war Inspekteur der Stiftsschule Zeitz und gründete die Bibliothek der Michaeliskirche. Rufe für prestigträchtige Pfarrstellen nach Hamburg, Prag und Eisleben lehnte er ab.

## Familie
Lauterbach war zwei Mal verheiratet. Seine erste Ehe schloss er 1602 in Zeitz mit Catharina Sparwart (* 1579 in Zeitz; † 17. April 1613 ebd.), die Tochter des Zeitzer Bürgermeisters Valentin Sparwart und dessen Frau Agnes Bauch. Seine zweite Ehe ging er am 24. Oktober 1614 mit Maria Magdalena Lindner (* 27. Mai 1584 in Pforta; † 27. Januar 1645 in Zeitz), der Witwe des Superintendenten in Plauen Hieronymus Kromayer (1572–1613), der Tochter des Naumburger Bürgermeisters und Rektors der kurfürstlich sächsischen Landesschule Pforta Jakob Lindner und dessen Frau Maria Magdalena Selnecker ein. Aus erster Ehe stammt ein Sohn und drei Töchter. Aus zweiter Ehe eine Tochter. Seinen Stiefsohn Hieronymus Kromayer, zog er ab dessen vierten Lebensjahres mit auf. Von den Kindern kennt man:
1. To. Catharina Lauterbach (* 26. Juni 1604 in Zeitz; begr. 21. Oktober 1613 ebenda (Pest))
2. To. Susanna Lauterbach (* 25. Dezember 1606 in Zeitz, † 16. August 1644 in Zeitz, begr. 17. August 1644 in Klosterkirche Zeitz), verh. 1623 mit dem Domherr und jur. Kandidat Lucas Schröck (* 20. Mai 1583 in Nürnberg; † 5. Dezember 1651 in Zeitz)
3. To. Agnes Lauterbach (* 6. Juni 1609 in Zeitz; † 17. Oktober 1678 ebenda) verh. I. 1629 mit dem Oberpfarrer St. Nicolai in Zeitz Johann Sense, verh. II. 22. September 1635 mit dem Konsitorialnotars & Landrichter in Zeitz Michael Achzenicht
4. So Christian Lauterbach (* 29. Oktober 1611 in Zeitz; † 10. Februar 1640 ebenda) 1625 Uni. Leipzig, 17. April 1634 Mag. phil. ebd., 31. Oktober 1638 Diakon St. Michaelis Zeitz, 25. Oktober 1639 Archidiakon ebd., verh. 10. April 1638 mit Anna Maria Hartwig, To. des Dr. med. Christian Hartwig, 1. So. Johann Erhard Lauterbach (~ 13. Mai 1639 in Zeitz; begr. 12. September 1653 ebd.), seine Witwe verh. II am 13. Juni 1643 mit dem Ratskämmerer Johann Crimmer
5. To. Catharina Lauterbach (~ 13. November 1615 in Zeitz; begr. 25. März 1671 ebenda) verh. I 7. Juli 1635 mit dem Stiftssekretär Nathanael Zader († 31. Dezember 1648 in Zeitz), verh. II. mit dem Kanoniker Richard Nehrhof

## Werke (Auswahl)
- De cometis. Disputatio physica qua continenturea, quae ex sententia peripateticorum denatura, causa, generatione accidentibus & significatione Cometarum breuiter dici possunt, cum quandam adversantium opinionum commenmoratione. Leipzig 1596 (Online)

- Peri Seismōn : Disputatio In inclita Academiae Lipsensis schola Philosophica, Pro loco in communitate studii & consilii Philosophorum consequendo Proposita 18. Augusti Anno Filii Dei incarnati 1599. Leipzig 1599 (Online)

- Parentalia dvo: I. Oratio de D. Avgvsti Electoris insigni pietate, & religione sincera, II. Carmen heroicvm de Formvla Christianae Concordiae opere Divi Avgvsti diuinissimo. Leipzig 1601 (Online)

- Orationes solennes duae in laudem Diuorum Principum Electorum Saxoniae, &c. D. Mauricii et D. Christiani Primi. Leipzig 1602 (Online)
- Oratio De Studiis Philosophicis : In solenni renunciatione Magistrorum XVIII. Lipsiae Habita. Leipzig 1602 (Online)

- Christliche Leichpredigt/ Bey ehrlicher bestattung der Leich/ Des … Balthasar Pösters/ Churfürstlichen Sächsischen bestalten KriegsHeuptmans. : Welcher den 20. Iulii/ dieses jetzo lauffenden 1603. Jahres zu Zeitz … entschlaffen/ und den 25. hernach in der Kloster Kirchen zur Erden bestattet worden. Leipzig 1603 (Online)

- Christliche BrautLeichpredigt/ Bey Ehrlicher Bestattung der tugentsame[n] Jungfrawen Ursulae/ Des … Herrn Johan[n] Beckers/ StadtRichters allhier Ehelichen geliebten Tochter : Welche den 9. Martii dieses 1604. Jahrs/ eine verlobte Braut zu Zeitz/ seliglich entschlaffen/ Und am Sontag Oculi in ihr Ruhbettlein gelegt. Leipzig 1604 (Online)

- Christianus perseverans, Christliche Predigt bey der Investitur eines newen Pastoris im Markt Rhegis, im Stifft Zeitz. Leipzig 1608 (Online)
- Zwo Einweihungs Predigten: Deren Eine Zur Dedication einer newerbawten Kirchen/ zu Kirchsteitz/ am ersten Sontag nach Trinitatis/ Anno 1608. Die Andere Bey Einweihung eines newen Gottesackers zu Prosen im Stifft Zeitz am Tage Michaelis Anno 1607. gehalten worden. Leipzig 1608 (Online)
- Ehrenpredigt Gehalten bey dem Christlichen Beylager/ des Edlen … Junckern Wolff Ernesten von Wolfframbsdorff … Und der … Jungfrawen Sabinae/ gebornen aus dem … Haus von Hoym … In hochansehelicher Gegenwart vier durchlauchtigster/ Churfürstlicher Personen Frawen/ und Frewlein/ [et]c. auff dem Hause Silbitz/ im Stifft Zeitz/ 22. und 23. Tag Februarii Anno 1608. und in Druck verfertiget. Leipzig 1608 (Online)
- Homagium Cizense : HuldigungsPredigt, Vor dem Durchlauchtigen Hochgebornen Fürsten und Herrn, Herrn Augusto, Hertzogen zu Sachsen etc. Postulierten Administratore des Stiffts Naumburg, und den löblichen Stifftsständen, den 20. Tag Julii, Anno 1608. Leipzig 1608 (Online)
- Zwo Einweihungs Predigten : Deren Eine Zur Dedication einer newerbawten Kirchen/ zu Kirchsteitz/ am ersten Sontag nach Trinitatis/ Anno 1608. Die Andere Bey Einweihung eines newen Gottesackers zu Prosen im Stifft Zeitz am Tage Michaelis Anno 1607. gehalten worden. Leipzig 1608 (Online)
- Discrimen Legis Et Evangelii. Sechserley Unterscheid des Gesetzes und Evangelii/ davon das Bapstumb nichts wissen wil : Erkläret bey dem Evangelio des achtzehenden Sontags nach Trinitatis/ und darauff allen Christen im Stifft Naumburg und Zeitz zur Lehre/ Trost und Warnung in Druck verfertiget. Leipzig 1608 (Online)

- Sacramentum Romano-Catholicum, Non Sacramentum: Drey Gründliche Predigten/ Wieder die drey Häuptirrthum[m] der Bäpstischen Lehr vom H. Abendmal ; Die Erste/ Wider die Transsubstantiation. Die Ander/ Wider die OpfferMeß. Die Dritte/ Wider den Kelchraub/ oder eine Gestalt. Leipzig 1609 (Online)
- Häuptküßlein Der Kinder Gottes/ darauff sie sanfft einschlaffen: Bey zweyer Christlichen Eheleut/ Des … Herrn Iacobi Thammii … Bürgermeisters und Fürstlichen Sächsischen bestalten Raths zu Zeitz/ der Anno 1609. den 3. Martii zu Abend gegen fünff Uhr … entschlaffen/ Und Der … Matronen Christinen Seiner … Haußfrawen/ welche den folgenden 4. Martii gegen 2. Uhren/ nach Mittage ihme … nachgefahren … Begengnis/ mit dem Stecken des Wortes Gottes auffgeklopffet/ den 6. Tag Martii in der Leichpredigt. Leipzig 1609 (Online)[1]
- Davids Betekunst, In Erklärung des 25. Psalms. Bey Ehrlicher Begräbnis der Erbarn und Tugendsamen Frawen Marthae, Des Ernvesten und Wolgelahrten Herrn Georgii Weigels, fürstl. Sächsischen Landrichters allhier, ehelichen Haußfrawen. Welche in ihren Sechswochen, den 19. Tag Iulii, zwischen 8 und 9. Uhr vor Mittag dieses 1609. Jahrs, im Herrn selig eingeschlaffen und folgenden Tages in der Klosterkirchen bestattet worden. Leipzig 1609 (Online)

- Christliche Leichpredigt: Bey der Begräbnis Des … Herrn Joachimi Seibae, weiland Bürgermeisters zu Zeitz. Welcher am Tage Bartholomaei dieses 1610. Jahres … entschlaffen/ und den 27. Augusti in der HauptPfarrKirchen zu S. Michael … bestattet worden. Leipzig 1610 (Online)[2]
- Fünff Christliche Predigten. In unterschiedenen Kirchen, der Königlichen Hauptstadt Praga, in Böhem, uff vieler Evanelischer Christen Wuntsch, supplicieren und begeren, und des Churfürsten zu Sachsen, und Burggrafen zu Magdeburg etc. Hertzogen Christiani II. gnedigsten Befehl und erlaubnüß, gehalten, und in offenen druck gegeben. Leipzig 1610 (Online)

- Decas Concionum Pragensium. Zehen Gründliche Predigten/ Von unterschiednen Artickeln/ der Christlichen Lutherischen Lehr/ Im Churfürstlichen Sächsischen Hofelager zu Praga gehalten. Leipzig 1611 (Online)
- Christliche Leichpredigt. Bey dem Adelichen Begräbnis, Des weiland Gestrengen, Edlen und Ehrnvesten Hansen Albrechts von Raschka zu Auligk. Welcher im 31. Jahr seines alters/ den 19. Tag Augusti, dieses 1611. Jahres seliglich entschlaffen/ und hernach den 26. diß Monats/ in sein Dormitorium geleget worden. Leipzig 1611 (Online)
- Christliche LeichPredigt. Bey dem Adelichen Begräbnuß des weiland Gestrengen, Edlen und Ehrnvhesten, Abraham von Heldorff zu Nethern. Welcher im 81. Jahr seines Alters, den 15. Tag Novembris, gegen Abend umb 4. Uhr dieses 1610. Jahrs, seliglich entschlaffen, Und hernach den 26. Tag gemeldten Monats, in der Kirchen zu Kretschwe, bey Christlicher Versammlung vieler AdelsPersonen, ehrlich bestattet worden. Leipzig 1611 (Online)
- Jobs bestendiger GlaubensTrost, Ich weiß daß mein Goël lebet etc. In dem Leichsermon, bey ehrlicher Bestattung der Erbarn und Tugendsamen Frawen Elisabeth, Herrn Marci Gräfenthals, Weiland Bürgers zu Zeitz, seligen, nachgelassenen Witwen. Welche am Tage Catharinae, den 25. Novembris, dieses 1610. Jahres, im 72. Jahr ihres Alters selig entschlaffen, und den 27. hernach in ihr Ruhebettlein geleget worden. Jena 1611 ()
- Christliche Trostpredigt/ Bey Begrebnis der Erbarn Frawen Marien, Des Ehrsamen Georg Englichs/ Bürgers allhier Ehelichen Haußfrawen/ Welche den 8. Decembris im Mittag/ dieses 1610. Jahrs in Gott seliglich entschlaffen/ und den 10. Christlich zur Erden bestattet. Leipzig 1611 (Online)

- Christliche Leichpredigt: Bey der ehrlichen und Volckreichen Bestattung des Ehrnvesten und Wolweisen Herrn Johannis von Berg/ Rathsverwantens allhier/ Welcher im 44. Jahr seines alters/ den 31. tag Octobris dieses lauffenden 1611. jahrs sein leben seliglich beschlossen/ und drauff folgenden tag Egidii in sein Schlaffkämmerlein ist geleget worden . Leipzig 1612 (Online)
- Leichpredigt/ Bey der Christlichen Begräbnüß/ der Erbarn Matronen Künigunda/ Des Erbarn und wolgeachten Antonii Bauerfincken/ Bürgers und Tribuni plebis allhier/ seiner nachgelassenen Wittwen/: Welche Gott der Herr im hohem Alter den 24. Novembris an S. Catharinen Abend/ durch ein seliges Stündlein abgefodert hat dieses 1612. Jahrs. Leipzig 1612[3] Kunigunda Hentzschel (* 1528 in Zeitz; † 24. November 1612 in Zeitz), Vater: Andreas Hentzschel (Bäcker), Mutter: Magdalena N.N., verh. I. 1548 mit Glorius Kürbitz († 1549), verh. II. 1550 mit Anton Bauerfinck († 1603) 3. Sö. & 4. Tö., To. Barbara Bauerfinck verh. mit Hans Kärl, So. Andreas Bauerfinck, To. Walpurgis Bauerfinck verh. Matthes Günther, To. N.N. verh. mit Georg Tzschimmer kurf. sächs. Hofjäger in Dresden.

- Canticum Novum. Dedication und Investitur Predigt/ Bey Einweyhung der newerbawten Kirchen zu Haynsburg/ Und Einweisung des newe[n] Pfarrers daselbs/ Herrn Matthaei Sparschuchs Coldicensis, gewesenen Cantoris zu Rochlitz. Leipzig 1613 (Online)
- Christliche Leichpredigt, Vom Aufstande der gleubigen Seelen nach des Leibes Tode. Bey dem Begräbnüß der Tugendsamen Frawen Annae, Des Erbarn und Wolweisen Herrn Adam Zimmermans, Ratsfreundes und Kramers, geliebten Haußfrawen. Welche den 5. Junii dieses 1613. Jahrs in Christo selig entschlaffen, und den 7. Montage, nach dem 1. Trinitatis, in ihr Ruhebettlein ist gelegt worden. Leipzig 1613 (Online)
- Lehrhaffte Leichpredigt: Bey Christlicher Begräbnis der Tugentsamen Jungfrawen Margarethen/ Des Erbarn und Wohlgeachteten Lucas Scholtzen, Bürger, Kramers und Altaristen zu S. Michael in Zeitz geliebten einigen Tochter. Welche den 16. Octobris am Tage Galli, bald nach Mittag, in Christo sanfft entschlaffen, und folgenden tag, Dominica 20. Trinit. in ihr Ruhebettlein geleget worden. Leipzig 1613 (Online)
- Tröstliche LeichPredigt/ Bey Adelichem begengnüß/ Des … Melchiors von Minckwitz … : Welcher im viertzehenden Jahr seines Alters/ den 30. tag Martij dieses lauffenden 1613. Jahrs … entschlaffen/ und den 6. Aprilis/ heiligen Osterdienstags hernach in der Kirchen zu Falckenhain … ist gelegt worden. Altenburg 1613 (Online)
- Zwo Christliche Leichpredigten : Eine/ Bey bestattung der Tugendsamen Jungfrawen Christinen/ Herrn Jeremiae Blumstengels Rathskämmerers zu Zeitz/ geliebten Tochter/ am Tage des Apostels Matthaei/ den 21. Septembris. Die andre/ Bey bestattung eines Christlichen Jungfräwleins/ Catharinae Lauterbachin/ Am Tage Ursulae den 21. Octobris/ in der KlosterKirchen daselbs. Leipzig 1613 (Online)
- Christlicher Leichsermon : Beym Begräbnüs der Christlichen und Tugendtsamen Frawen Ursulae, Des Erbarn unnd Weisen Herrn Andreae Bauers/ weiland Rahtsverwandten zu Zeitz/ hinterlassenen Witwen/ Welche im 62. Jahr ihres alters/ den 19. tag Septembris, Anno 1613. sanfft und selig entschlaffen/ und folgenden tag in vigiliis Matthaei Apostoli, in ihr Ruhebettlein ist geleget worden. Leipzig 1613 (Online)
- Zwo Leichpredigten : Eine Bey der Leichbegängnüs/ des Erbarn und Wolgeachten Herrn/ Johann Appels/ Bürgers zu Zeitz/ unnd Notarii Publici/ welcher im 53. Jahr seines alters/ den 27. Augusti des 1612 Jahrs seliglich entschlaffen/ und folgends den 29. in sein Ruhebetlein gelegt worden. Die Andere/ Bey der bestattung des Christlichen Jungferleins Annen Elisabeth/ Herrn Johann Appels eltisten Tochter/ welche im eilfften Jahr ihres alters/ den 6. Septembris Anno 1611. selig verschieden/ und Christlich begraben. Wittenberg 1613 (Online)

- Christliche Prediger gebür/ Aus der gleichnus von den Centnern Matth. 25. : Bey ehrlicher Begrebnus/ Des … Herrn M. Jacobi Zaderi, Weilandt der Kirchen zu S. Niclas in Zeitz Pastorn, Welcher den 5. Novembris/ dieses lauffenden 1613. Jahres … entschlaffen/ und folgenden Tag in gemelter Kirch bestattet worden. Wittenberg 1614 (Online)
- Außmusterung des Calvinischen Monstri, absolutum decretum genannt/ Oder Drey Evangelische Predigten Von der Ewigen Gnadenwahl: Darinnen dem gemeinen Mann Lehr/ Unterricht und Trost bey diesem Artickel zur Notdurfft gegeben wird. Leipzig 1614 (Online)
- Christliche Leichpredigt: Bey … Begengnüß des … Herrn Michael Achzennicht/ Bürgermeisters zu Zeitz/ Welcher den 15. Julii … dieses 1614. Jahrs/ im 67. Jahr seines Alters … verschieden/ Und den 17. hernach (war Dominica, Estote Misericordes) in der Pfarrkirchen zu S. Michael in sein Ruhebetlein ist geleget worden. Leipzig 1614 (Online)[4]
- Christliche Leichpredigt/ Uber den 126. Psalm. Bey Ehrlicher Bestattung / der Tugendsamen Jungfrawen Dorotheae, Des Ehrnvesten, Achtbarn und wolweisen Herrn M. Christophori Weissen, Reverendi Capituli Cizensis Syndici, und Senatu Senioris, und jetziger zeit Vice-Consulis, geliebten Tochter. Welche den 14. Octobris, A. 1613. Donnerstags nach Burchardi, umb 9. Uhr vor Mittage im Herrn sanfft entschlaffen, im funffzehnden Jahr ihres Alters und Freytages hernach in ihr Schlaffkämmerlein ist geleget worden. Leipzig 1614 (Online)
- Christliche Leichpredigt/ Bey … Bestattung/ Des … Johann Beckers/ StadRichters/ und der Probstey Gerichtsvoigts allhier/ Welcher den 4. Martii, … dieses 1614. Jahrs/ … entschlaffen/ im 83. Jahr seines Alters: Und den sechsten hernach/ … in der Pfarrkirchen zu S. Michael/ in sein Ruhebettlein ist geleget worden Leipzig 1614 (Online)

- Servus Christi Fidelis, Christliche Leichpredigt, Bey dem Adelichen ansehnlichen Leichbegängnis des weyland Ehrwürdigen, Edlen, Gestrengen und Ehrnvesten Herrn Wolff-Heinrichs Greff, Domdechants zu Meissen, der Churfürstl. S. Stifftsreierung zu Zeitz vornehmen Assessoris, Dechants zu Zeitz und Wurzen, DomHerrns zur Naumburg. Welcher den 7. Augusti, umb 10. Uhr, vor Mittag sanfft und selig im Herrn entschlafen, im 67. Jahr seines Alters, und den 15. desselben Monats in der Schloß- und Stifftskirchen zu Zeitz in sein Schlaffkämmerlein ist gelegt worden. Leipzig 1616 (Online)
- Exequiae, Augusto Duci Saxoni[a]e, &c. Dn. Postulato praesulatus Naumburgensis in luctu publico, Cizae, habitae.: Zwo Christliche Predigten/ Deren Eine Bey Fürstlichem Leichbegängnüs/ 2. Ianuar. Die Andere Den Tag der hochansehnlichen Begräbnüs/ (war der 6. Februar.) Des … Augusti, Hertzogen zu Sachsen/ Gülich/ Cleve und Berg/ Landgrafen in Düringen/ Marggrafen zu Meissen/ postulirten Administratoris des Stiffts Naumburg … Dessen Gottseligste F. Gn. anno 1615. am heilige[n] Stephanstage … in ihrem Hofelager zu Dreßden … abgeleibet. Leipzig 1616 (Online)
- Homagium Cizensenorum, HuldigungsPredigt, Da der Durchlauchtigste Hochgeborne Fürst und Herr, Herr Johannes Georgius, Hertzog zu Sachsen, Gülich, Cleve und Berg, des H. Römischen Reichs Ertzmarschall und Churfürst, Landgraf in Düringen, Markgraf zu Meissen, Burggraf zu Magdeburg, Graf zu der Mark und Ravensburg, Herr zu Ravenstein. Durch seiner Churf. Gn. vorneme Abgesandte Räthe und Commissarien, von den löblichen Ständen des Naumburgischen Stiffts/ den 4. Tag Martii, Anno 1616. die Huldigung zu Zeitz eingenommen/ und in die StifftsRegierung eingetreten: Ihrer Churf. Gn. zu unterthänigsten Ehren gehalten/ in der Dom- und SchloßKirchen daselbs, und in Druck verfertigt. Leipzig 1616 (Online)

- Leichpredigt/ Bey Ehrlicher Begräbnüß/ Des … Michael Golthen Iunioris, gewesenen Schuldieners zu Zeitz: Welcher im 28. Jahr seines alters/ am Tage Martini/ sein Leben selig beschlossen/ und den 13. Novembr. hernach in sein Ruhebettlein ist geleget worden. Leipzig 1617 (Online)[5]
- Lazarus Bethaniensis Et Gebhartus Ab Hoym Droyssigiensis Amici Christi, Christliche Ehrenpredigt, Bey der Adelichen ansehnlichen Sepultur, Des weiland Edlen, Gestrengen und Ehrnvesten Herrn, Gebharti von Hoym, Auff der Herrschafft Droyssigk Erbgesessenen, und des Churfürstlichen Sächsischen ObernHoffgerichts zu Leipzig verordneten Assessorn. Welcher den 25. Tag Septembris nach Mittag, umb 3. Uhr, des 1616 Jahres, im 39. Jahr seines Alters, sanfft und selig, auff dem Hause Droyssigk eingeschlafen, den 21. Octobris daselbs abgeholet, und den 29. Oktobris zu Ermßleben im Stift Halberstadt in die Höymische Grabegrufft ist nieedergesetzt worden. Leipzig 1617 (Online)
- Christlicher Leichsermon Von seligem Tode. Bey der Bergräbniß/ des Ehrnvesten und Wolweisen Herrn Johannis Clement, Rathsverwandten und Apotheckers allhier geliebten Söhleins Christiani Clement, Welches am 27. Octobr. im Herrn selig gestorben, und den 28. am Tage Simonis & Judae in sein Ruhebettlein geleget worden. Ist auch zugleich mit begleitet und bestattet worden Henricus Stepsius junior, Ein Scholasticus allhier/ unsers Kirchners zu S. Michael älterer Sohn/ welcher im 20. Jahr seines Alters auch sanfft und selig verschieden. Leipzig 1617 (Online)

- Vier Jubelpredigten, Im Naumburgischen Stifft zu Zeitz gehalten, vnd Gott zu Ehren, vnd der posteritet in diesem löblichen Stifft zum memorial Publiciret. Leipzig 1618 (Online)
- Christlicher Leichsermon/ Bey ehrlicher Sepultur/ Des … Herrn/ Blasii Schlichters/ Bürgermeisters zu Zeitz: welcher im 80. Jahr seines Alters den 1. Tag Maij früe umb fünff Uhr … eingeschlaffen/ unnd am Sontage Cantate den 3. Maij/ in der Pfarrkirchen zu S. Michael/ in sein Ruhebettlein ist gelegt worden. Jena 1618 (Online)[6]
- Christliche Leichpredigt/ Bey ehrlichem Begräbniß der … Annae, Deß … Jacob Schallers/ Bürgers in Zeitz/ gewesenen Haußfrauwen : Welche den 5. Martij frühe zwischen drey und vier Uhr im Herrn seliglich entschlaffen/ und den 6. hernach in ihr Ruhebettlein ist geleget worden. Gera 1618 (Online)
- Die Grosse WeltErndte. Bey ansehnlicher Adelicher Bestattung der Leich, des weiland Edlen, Gestrengen und Ehrnvesten Wolff von Raschka zu Auligk: Welcher im 32. Jahr seines Alters/ den 30. Tag Julii nach Mittag dieses 1618. Jahres, im Herrn seliglich verschieden, und den 4. Tag Augusti hernach in sein Ruhestädtlein niedergesetzt worden. Erkläret aus dem 14. Cap. der Offenbarung Johannis, und auf Begehren in Druck verfertigt . Leipzig 1618 (Online)
- Geistlicher Baw der Christen. Bey Volckreicher Bestattung/ der Erbarn und Tugendsamen Frawen Susannen, Des Erbarn, Wolgelahrten, und Wolweisen Herrn Johan Müllers/ Bawmeisters im Rat allhier zu Zeitz, gewesenen ehelichen Haußfrawen. Welche den 28. Tag Julij dieses 1618. Jahrs vor Mittag umb 10. Uhr im Herrn sanfft und selig verschieden/ und den 30. hernach in ihr Ruhestädtlein geleget worden . Leipzig 1618 (Online)

- Dedicatio novi Coemiterii in Ramsdorff. Christlicher Sermon Bey Einweihung des Newen GottesAckers zu Ramsdorff, im Naumburgischen Stifft, den neundten Tag Augusti dieses 1619. Jahres, in versamlung der gantzen Gemein, gehalten. Leipzig 1619 (Online)
- Christliche Leichpredigt Bey ehrlichem Begräbnüß eines Christlichen Jungfräwleins Dorotheae, Des Ehrnvesten und Wolweisen Johannis Clement, Weinmeisters im Raht allhier/ und Apoteckers einigen geliebten Töchterlein: Welche im neunden Jahr ihres Alters/ den 13. Tag Aprilis dieses 1619. Jahr/ früh Morgens nach 4. Uhrn im Herrn selig eingeschlaffen/ und folgenden Tag in ihr Ruhebettlein ist geleget worden. Leipzig 1619 (Online)
- Nosographia Ezechiae. Leichpredigt, Bey Ehrlicher bestattung/ des Christlichen Jungfrewleins Susannae, Des Ehrnvesten, Achtbarn und Wolweisen Herrn M. Christophori Weissen, Stadtrichters zu Zeitz ehelichen Tochter. Welche den 14. Octobris, des 1618. Jahrs, umb 1. Uhr nach Mittage sanfft und selig verschieden, und am Tage Galli in ihr Schlaffkäm[m]erlein ist geleget worden. Leipzig 1619 (Online)
- Der verborgene Schatz im Acker. Christliche Leichpredigt Bey Volckreicher Begräbnüß/ Des Ehrnvesten, Achtbarn und Wolweisen Herrn M. Christophori Weiß/ Weiland StifftsSyndici, und denn Stad-Richters allhier zu Zeitz/ welcher in 52. Jahr seines Alters/ den 29. Ianuarii dieses 1619. Jahrs, Frytags umb 9. Uhr im Herrn sanft und selig eingeschlaffen/ und folgenden Sontag Sexagesima, in der Klosterkirchen zur Erden bestattet worden . Leipzig 1619 (Online)
- LeichSermon Bey ehrlicher bestattung der Leich/ Der Erbarn und Tugendsamen Frawen Julianae, Des Ernvesten und Wolweisen Herrn Michael Weissens, StadtRichters zu Zeitz, und aerarij Ecclesiastici praefecti geliebten Haußfrawen. Welche den 25. Tag Februarii vor MitterNacht, zwischen 9. und 10. Uhr dieses 1619. Jahres, in bestendiger anruffung Jesu Christi sanfft und selig eingeschlaffen, im 46. Jahr ihres Alters, und den 26. drauff in der Klosterkirchen in ihr Ruhekämmerlein ist geleget worden. Leipzig 1619 (Online)

- Leich-Sermon Bey Christlicher bestattung der Leich Des … H. Georgi[i] Rörborn, Churf. Sächs. Gleitsmans und Stad-Richters zu Zeitz/ welcher 22. Martii … 58. Jahr alt/ selig verschieden/ und den 25. die Annunciationis in der Klosterkirchen daselbst in sein Ruhebettlein geleget worden . Leipzig 1620 (Online)[7]
- LeichSermon Bey ehrlicher bestattung der Leich Des Ehrnvesten und Wolweisen H. Michael Rauthen, des Eltern StadtRichters zu Zeitz: Welcher am 8. Martii dieses 1620. Jahres, nach Mittag zwischen 2. und 3. Uhr im 78. Jahr eingeschlaffen, und den 10. Martii hernach in der Klosterkirchen zur Erden bestattet worden. Leipzig 1620 (Online)
- Christlicher LeichSermon Dem weiland Ehrnvesten und Wolweisen Herrn Jeremiae Blumstengel, Trewfleissigen Bürgermeistern allhier und Senatori in die 28. Jahr. Welcher den 13. Januarii dieses 1620. Jahres, im 62. Jahr seines Alters, sanfft und selig entschlafen. Und darauf den 16. Jan. nach Ehrlicher deduction, bei Volckreicher versammlung in der Pfarrkirchen zu S. Michael sein Leichnam in seine Schlaffkammer ist niedergelegt worden. Leipzig 1620 (Online)

- Christliche Leichpredigt Bey dem Adelichen Begengnüß und Bestattung der Leich, der Edlen und Ehrntugsamen Frwen Magdalenen, Gebornen von Könnewitz. Des Weiland Edlen, Gestrengen und Ehrnvesten Georgen von Draschwitz, zu Oderwitz und Zedlitz S. nachgebliebenen Witwen. Welche im 69. Jahr ihres Alters, den 20. Augusti, dieses 1621. Jahres/ zu Oderwitz sanfft und selig eingeschlaffen, und den 28. Augusti hernach in der Kirch zu Profen in ihre Ruhestett gesetzet worden. Leipzig 1621 (Online)

- Leich-Sermon, Bey Christlicher Sepultur, eines Christlichen Adelichen Kindleins, Philip Ernst von Kähn, Des Gotfrieds von Kähn, Domherrns zur Naumburg und Zeitz, geliebten Erstgebornen Söhnleins. Welches am 19. Tag Decembris, Mittwoch am Mittag, sanfft und selig eingeschlaffen, und den 23. drauff, Quarta Adventus Dominicâ, in der Schloßkirchen zu Zeitz, in sein Ruhebettlein ist nieder gesetzt worden. Leipzig 1622 (Online)
- Christlicher Leichsermon : Bey ehrlicher bestattung/ des Ehrwürdigen und wolgelarten Herrn Stephani Jägers/ in das acht und dreyssigste Jahr gewesenen trewen Pfarrers zu Salsitz/ im Naumburgischen Stifft naher Zeitz/ Welchen Gott der HErr/ im drey und sechtzigsten Jahr seines alters/ durch ein seuberlichs Ende abgefoddert hat/ den 2. tag Martii, dieses 1622. Jahres: und den 5. tag Martii, drauff/ am Fastnachtdienstag sein Leichnam daselbs Christlicher weise begraben worden. Leipzig 1622 (Online)

- Christus Nostra Resurrectio Et Vita : Christliche TrostPredigt Bey der Leich Bestattung des … Herrn M. Georgii Cunradi Schnebergensis Weyland zu Großpörten und Lobas in die 27. Jahr Pastoris, welcher im 57. Jahr seines Alters/ den 29. Octobris … eingeschlaffen/ und den 31. darauff zu Lobas in seine Schlaffkammer ehrlich ist geleget worden. Gera 1623 (Online)

- LeichSermon : Bey Christlicher und ehrlicher Bestattung/ Des weiland Ehrnvesten/ Hoch-Achtbarn und Hochgelahrten Herrn Lazari Susenbeti, Philosophiae & Medicinae Doctoris, und Physici ordinarii zu Zeitz/ Welcher den 17. Septembris gegen Morgen/ Anno 1626. in Christo sanfft und selig eingeschlaffen/ und den 19. darauff in der Kolsterkirchen in sein Schlaffkämmerlein ist geleget worden/ im 57. Jahr seines Alters. Leipzig 1626 (Online)

- Christlicher LeichSermon Bey ansehnlicher Sepultur/ des weiland Ehrwürdigen/ Achtbarn und Wohlgelahrten Herrn Jeremiae Avenarii, In die 47. Jhar/ wolverordenten Pfarrherrns zu Ostraw : Welcher den 23. tag Februarii … zu Zeitz … eingeschlaffen/ und den 26. hernach … mit ansehnlichem Conduct gen Ostraw gebracht/ und … bestattet worden. Leipzig 1627 (Online)

- Christliche Leichpredigt : Bey Ansehnlicher Bestattung/ Der Erbarn und Vielthugendsamen Frawen Barbarae, Des Ehrnvesten Achtbarn und Wolgelahrten Herrn Augustini Müllers Churfürstl. Sächs. Amptschössers zu Zeitz seligen/ nachgebliebenen Wittwen. Welche den 30. Novemb. Anno 1626. in der Andreasnacht im sieben und siebtzigsten Jahr ihres Alters/ in Christo selig eingeschlaffen/ und den 4. Decembris am Tage Barbarae/ in der Schloß- und Stifftskirchen allhier niedergesetzt worden. Leipzig 1628 (Online)

- Miraculum Confessionis Augustanae: Kurzte Historisch-Theologische Anleitung unnd Vermahnung/ dem grossen Wunder-Werck/ so Gott der Allmächtige A.C. 1530. und also an jetzo für 100. Jahren/ an der Hochheiligen Hochwerten Augspurgischen Confession vielfältig erwiesen/ danckbarlich und mit Frewden ferner nachzudencken/ und wider die Blutgirigen Jesuiten immerdar fleissig zu beten. Leipzig 1630 (Online)

- Leich-Predigt Bey Ehrlicher Sepultur der Leich des Ehrwürdigen und Wolgelarten Herrn Sebastiani Stehfest, Der Kirchen zu S. Michael in Zeitz/ gewesenen trewen Diaconi : Welcher den 27. Decemb. zu Abend gegen acht Uhr in warem Bekentniß des Newgebornen Jesuleins seliglich eingeschlaffen/ und den 30. darauff uffm Johannis GottesAcker in sein Ruhestettlein ist geleget worden / Gehalten/ und Auff der hinterbliebenen Witben Erforderung in Druck verfertiget. Leipzig 1633 (Online)

- Actus Investiturae Doctoris Balthasaris Fuhrmanni, Superintendentis Merseburgici: Mit einer Predigt Vom H. Ministerio, und Vermahnung an die gantze Kirch-Versamlung, insonderheit an das gantze Ehrwürdige Presbyterium des Stiffts Merseburg. Leipzig 1635 (Online)
- Christliche Leich-Predigt Bey Ehrlicher Begräbnis der Leich/ Der … Margarethen, Des … Michaël Achzennichts, Weiland BurgerMeisters allhie Seligen nach gebliebenen Wittiben : Welche den 16. Tag May/ Freytags nach des Herrn Christi Himmelfahrt/ im 81. Jahr ihres Alters/ zu Mittag gegen 12. Uhrn … entschlaffen/ und am Sontage Exaudi drauff in der PfarrKirche zu S. Michael ist bestattet worden / Gehalten und auff der Erben begehren in Truck verfertiget. Leipzig 1635 (Online)

- Glaubens-Sieg und Triumph. Bey Adelicher Bestattung der seligen Leich, Des WolEdlen, Gestrengen und Vesten, Herrn Andreae Pflug, uff Eytra, Mausitz, Wiederaw und Immis etc. Welcher den 7. Monat Septemb. dieses 1636. Jahrs, Abends, zwischen 10 und 11 Uhr, seines Alters im 57 Jahr, in wahrer Anruffung seines Erlösers sanfft und selig entschlaffen, und den 18 Octobris, am Tage S. Lucae Evangelistae, bei Volckreicher Versaammlung zu Eythra in der Kirchen, Adlicher Gewohnheit nach, ist beygesetzet worden. Altenburg 1636 (Online)

- Christliche LeichSermon Bey chrlicher Bestattung der … Catharinae Des … Herrn M. Tobiae Burcarti Der Kirchen zu S. Michael in Zeitz Diaconi gewesenen trewen Haußfrauen/ Welche … 29. Augusti … aus dieser Welt abgefordert/ und den 31. gemelten Monats in ihr Schlaffkämmerlein ist geleget worden. In Volckreicher Versammlung gehalten/ und auff begehren in Druck verfertiget. Leipzig 1637 (Online)

- Trost Christlicher Eltern Bey Absterben ihrer Kinder : Bey volckreichem Begängniß der Leich Des Ehrnvesten/ Achtbarn und Wolgelarten H. Michaelis Reinharti I. U. Candidati. Welcher den 15. Tag Junii den Tag Viti, dieses 37. Jahres/ in Christo selig entschlaffe[n]/ im 26. Jahr seines Alters/ und den 18. drauff am andern Sontage nach Trinitatis in sein Ruh-Bettlein ist geleget worden. Aus dem Buch der Weißheit cap. 4. gezeiget/ und auff begehren seiner nunmehr in Gott seligen Fraw Mutter nachgebliebenen Erben in Druck gegeben. Leipzig 1638 (Online)

- Des Königs Hißkia Glaubens-Kampf und Sieg : Bey Volckreichem Begräbnis der Leiche Des … Herrn M. Johann Weißens/ Obern Diaconi bey der Kirchen zu S. Michael in Zeitz/ Welcher den 26. Tag Monats Augusti früh umb 4. Uhr … entschlaffen/ und folgenden Tages … bestattet worden / Erkläret und uff Begehren in Druck gegeben von Erharto Lauterbach/ der H. Schrifft D. des Stiffts Naumburg zu Zeitz Superintendenten, und des Consistorii doselbst Assessorn. Jena 1642, Coburg 1661 (Online)

- Des heiligen Abrahams Abnehmen/ Sterben und Begräbniß: Bey volckreicher Bestattung der Leich Des … H. Johann Bawers/ Bürger-Meisters allhier/ Welcher den 7. Tag Junii … entschlaffen/ und den 9. Junii drauff in sein Ruhebettlein ist geleget worden. Leipzig 1643 (Online)[8]

## Weblink
- Erhard Lauterbach bei der Deutschen Digitalen Bibliothek